# 錐体細胞 (神経細胞)

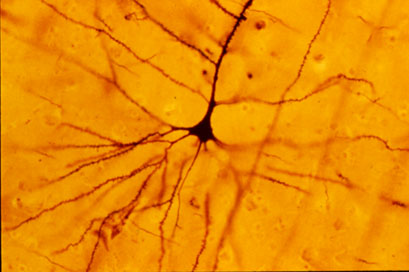
ゴルジ染色された錐体細胞。三角形に見える部分が細胞体であり、上に太い頂上神経突起が見える。その反対側には細い軸索がある。

錐体細胞（すいたいさいぼう、英語: pyramidal cell）は、大脳皮質と海馬に存在する主要な興奮性の神経細胞（ニューロン）である。カハールにより発見・研究された。細胞体がいくらか長く伸びた錐形をしているためこの名がある。 
皮質でも海馬でも錐形の頂点方向が表面方向を向いている。 この錐形の頂点からは
樹状突起 (dendrite) として尖端樹状突起 (apical dendrite) が延び、大脳皮質では主として I 層に比較的長い枝を広げる。 錐形の裾野の部分からはいくつかの基底樹状突起 (basal dendrite) が延び、主として周囲の他の神経細胞とのネットワークを構成している。 円錐の頂点の反対側から軸索が延び、大脳ではこれは皮質を抜け出し白質を通じミエリン鞘をまとって他の領野や深層の核へと神経パルスを伝達する。 樹状突起にはすきまなく棘（きょく）が存在し、他のニューロンとシナプス結合を構成している。 自らの軸索の先のシナプスからは神経伝達物質としてグルタミン酸を放出する興奮性細胞であり、他の細胞を脱分極させる。 
大脳皮質の神経細胞のうち 80 % ほどが錐体細胞であり、 平均的には皮質 1 mm3 あたりヒトでおよそ 1 万、ラットで 10 万の錐体細胞が存在する。 海馬では、アンモン角（CA3, CA1 領域）の主要な神経細胞である。 ヒトの錐体細胞の細胞体は典型的には 10 µm から 50 µm ほどである。 ベッツ細胞とも呼ばれる一次運動野の V 層の錐体細胞は特に大きく、ヒトでは細胞体が 100 µm になる。 